# Cochisea barnesi
Cochisea barnesi là một loài bướm đêm trong họ Geometridae.